# Список чернігівських губернаторів
У список включені:

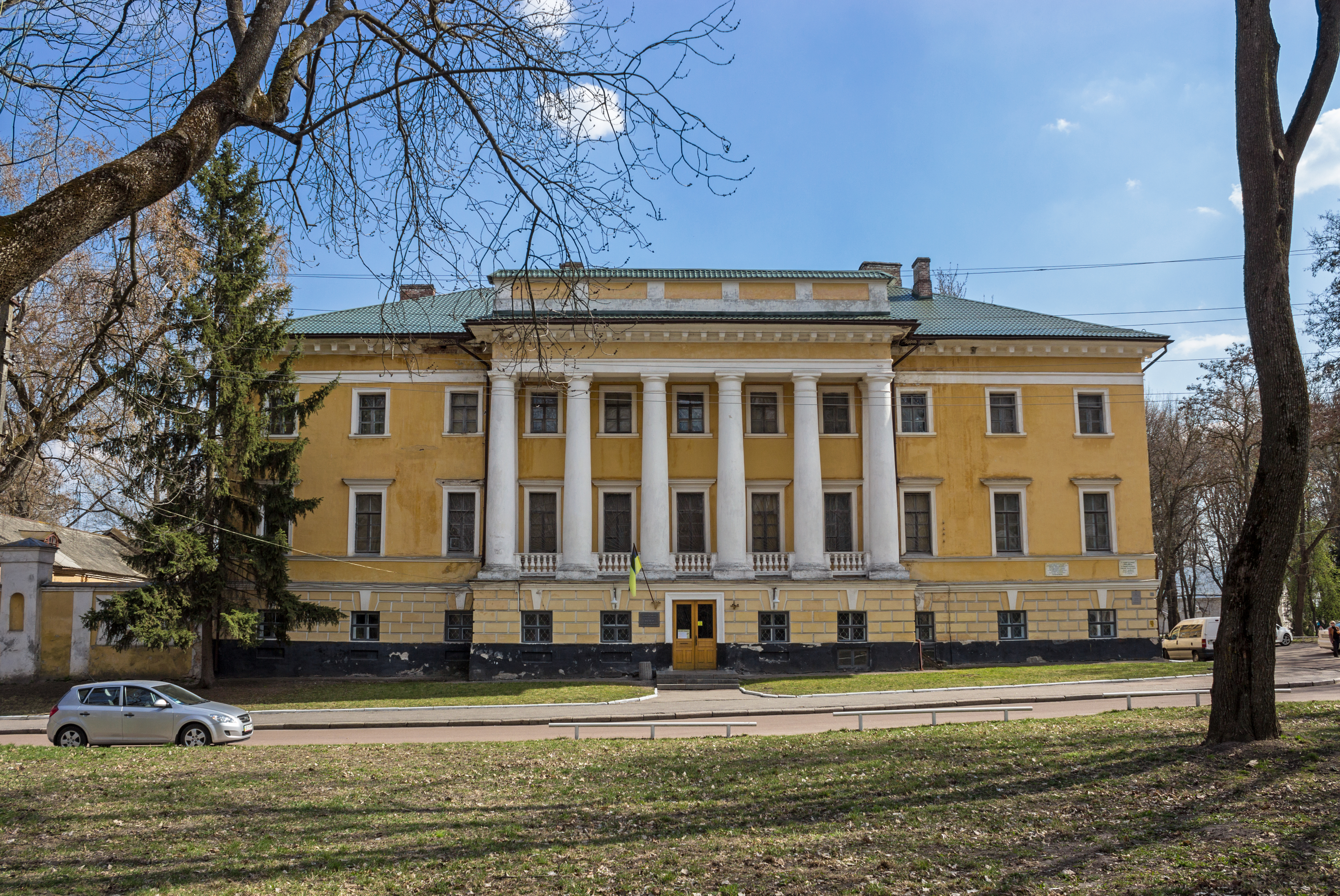
Будинок чернігівських губернаторів (1804-1821)

- губернатори Чернігівського намісництва (1781—1796);
- губернатори Малоросійської губернії (1796—1802)[note 1];
- губернатори Чернігівської губернії (1802—1917).

## Чернігівське намісництво

### Генерал-губернатори
| Ім'я                                                 | Світлина | Чин, звання            | Період перебування на посаді | Примітки |
| ---------------------------------------------------- | -------- | ---------------------- | ---------------------------- | --- |
| Рум'янцев-Задунайський Петро Олександрович           |          | Генерал-фельдмаршал    | 1782-1796                    | |
| Кречетніков Михайло Микитович (виконувач обов'язків) |          | Генерал від інфантерії | 1790-1793                    | Виконував обов'язки генерал-губернатора на час перебування Петра Рум'янцева-Задунайського в російсько-турецькій (1787—1792) війні.                 |
| Ігельстром Осип Андрійович (виконувач обов'язків)    |          | Генерал від інфантерії | 1793-1794                    | Виконував обов'язки генерал-губернатора на час перебування Петра Рум'янцева-Задунайського в Речі Посполитій під час придушення повстання Костюшка. |

### Намісники
| Ім'я                          | Світлина | Чин, звання     | Період перебування на посаді | Примітки |
| ----------------------------- | -------- | --------------- | ---------------------------- | --- |
| Милорадович Андрій Степанович |          | Генерал-поручик | 1782-1796                    | Виконував обов'язки намісника Чернігівського намісництва, тоді як генерал-губернатором був Петро Рум'янцев-Задунайський. |

## Друга Малоросійська губернія
| Ім'я                           | Світлина | Чин, звання              | Період перебування на посаді  |
| ------------------------------ | -------- | ------------------------ | ----------------------------- |
| В'язмітінов Сергій Кузьмич     |          | Генерал-поручик          | 16 грудня 1796 — травень 1797 |
| Бакуринський Яків Леонтійович  |          | Дійсний статський радник | 6 січня — 19 вересня 1797     |
| Миклашевський Михайло Павлович |          |                          | 1798-1800                     |
| Френсдорф Іван Васильович      |          |                          | 1800-1802                     |

## Чернігівська губернія
| Ім'я                                 | Світлина | Титул, чин, звання                                                       | Час на посаді           |
| ------------------------------------ | -------- | ------------------------------------------------------------------------ | ----------------------- |
| Френсдорф Іван Васильович            |          | барон, дійсний статський радник                                          | 27.02.1802 — 1813       |
| Бутович Олексій Петрович             |          | дійсний статський радник                                                 | 1813 — 24.05.1818       |
| Фролов-Багрєєв Олександр Олексійович |          | дійсний статський радник                                                 | 24.05.1818 — 1824       |
| Могилевський Павло Іванович          |          | дійсний статський радник                                                 | 27.06.1824 — 05.06.1828 |
| Жуков Микола Іванович                |          | дійсний статський радник                                                 | 01.09.1828 — 29.01.1839 |
| Шереметьєв Василь Олександрович      |          | камергер, дійсний статський радник                                       | 29.01.1839 — 06.01.1841 |
| Гессе Павло Іванович                 |          | статський радник (генерал-майор)                                         | 11.01.1841 — 11.03.1855 |
| Анненський Федір Миколайович         |          | дійсний статський радник, виконувач обов'язків                           | 19.03.1855 — 25.01.1857 |
| Шабельський Катон Павлович           |          | у званні камергера, дійсний статський радник                             | 25.01.1857 — 17.02.1861 |
| Голіцин Сергій Павлович              |          | князь, у званні камер-юнкера, статський радник, дійсний статський радник | 17.02.1861 — 01.1870    |
| Панчулідзев Олексій Олександрович    |          | дійсний статський радник                                                 | 30.01.1870 — 19.12.1875 |
| Дараган Михайло Петрович             |          | дійсний статський радник                                                 | 02.01.1876 — 30.07.1878 |
| Шостак Анатолій Львович              |          | камергер, дійсний статський радник                                       | 31.08.1878 — 28.07.1881 |
| Шаховський Сергій Володимирович      |          | князь, статський радник                                                  | 16.08.1881 — 04.04.1885 |
| Анастасьєв Олександр Констатинович   |          | дійсний статський радник (таємний радник)                                | 11.04.1885 — 22.06.1892 |
| Веселкін Михайло Михайлович          |          | дійсний статський радник                                                 | 30.06.1892 — 02.12.1893 |
| Андреєвський Євген Костянтинович     |          | дійсний статський радник (таємний радник)                                | 04.12.1893 — 09.01.1903 |
| Хвостов Олексій Олексійович          |          | статський радник                                                         | 25.01.1903 — 03.02.1906 |
| Родіонов Микола Матвійович           |          | дійсний статський радник                                                 | 03.02.1906 — 07.06.1909 |
| Маклаков Микола Олексійович          |          | статський радник                                                         | 07.06.1909 — 01.1912    |
| Стерлігов Ілля Іванович              |          | колезький радник                                                         | 14.01.1913 — 1915       |
| Лавриновський Микола Миколайович     |          | статський радник                                                         | 01.1915 — 01.1916       |
| Гревеніц Микола Олександрович        |          | барон, дійсний статський радник                                          | 19.05.1916 — 02.03.1917 |